# Sede Nechemja
Sede Nechemja (hebr. שדה נחמיה) – kibuc położony w samorządzie regionu Ha-Galil ha-Eljon, w Dystrykcie Północnym, w Izraelu.
Leży w Dolinie Hula, na północy Górnej Galilei.
Członek Ruchu Kibuców (Ha-Tenu’a ha-Kibbucit).

## Historia
Kibuc został założony w 1940 przez imigrantów z Holandii i Austrii.

## Gospodarka
Gospodarka kibucu opiera się na rolnictwie.